# 布萊克里弗鎮區 (北卡羅萊納州哈尼特縣)
布萊克里弗鎮區（英語：Black River Township）是位於美國北卡羅萊納州哈尼特縣的一個鎮區。

## 地方資料
布萊克里弗鎮區的面積為76.00平方千米，當中陸地面積為75.10平方千米，而水域面積為0.90平方千米。根據2020年美國人口普查的數據，當地共有人口11588人，而人口密度為每平方千米152.47人。